# Staafkerk van Rollag
De Rollag staafkerk (Noors: Rollag stavkirke) is een staafkerk in het Noorse plaatsje Rollag. De kerk werd in de tweede helft van de 12e eeuw gebouwd en kwam in 1425 voor het eerst in schriftelijke bronnen voor. Er is niet veel meer over van het oorspronkelijke gebouw. Oorspronkelijk is de kerk een eenvoudige kerk met een rechthoekig schip. Rond 1660 werd de kerk herbouwd tot kruiskerk. Rond 1760 werd een extra muur geplaatst en werd de kerk uitgebreid naar het westen.

## Afbeeldingen

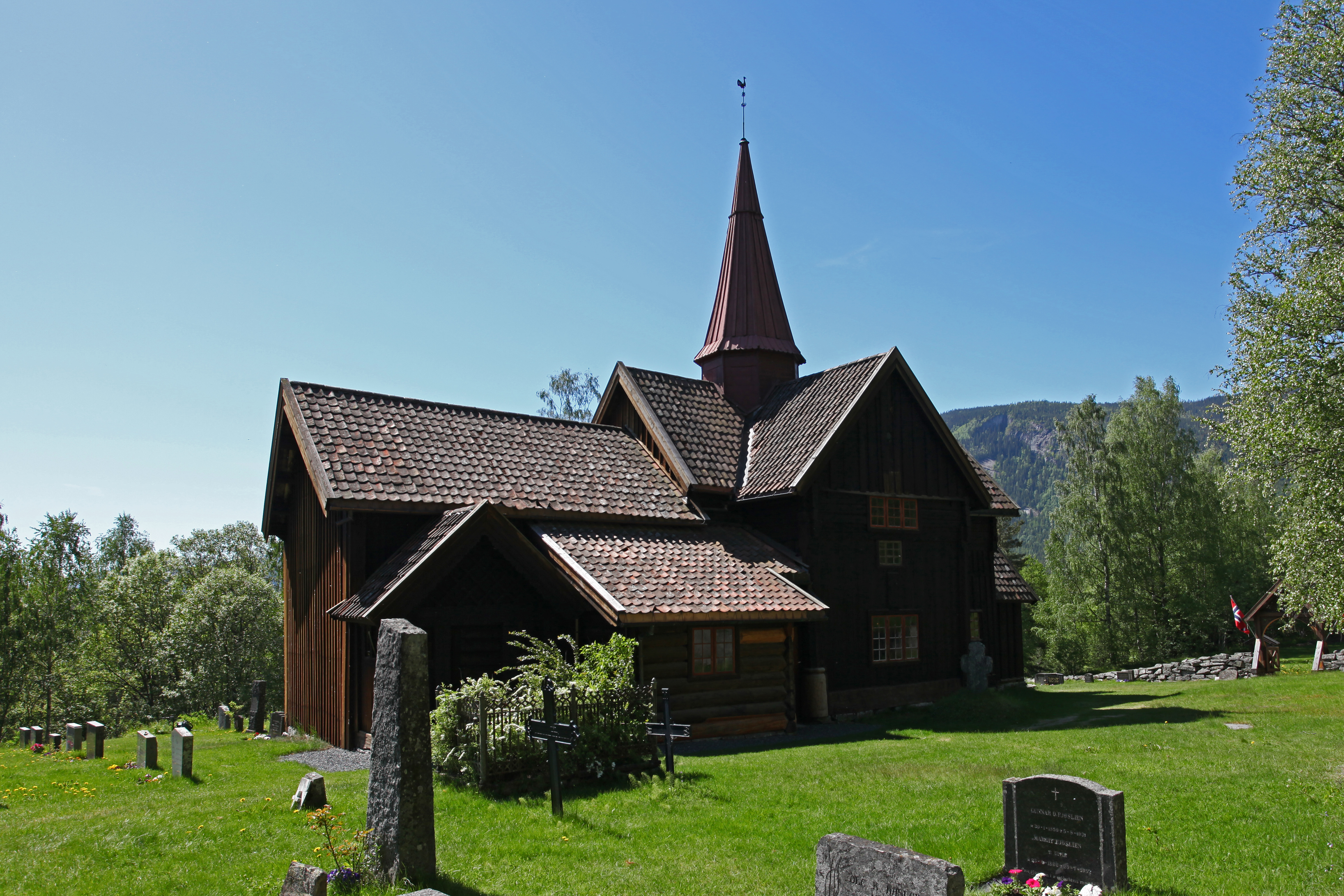
De Rollag stavkirke in 2009
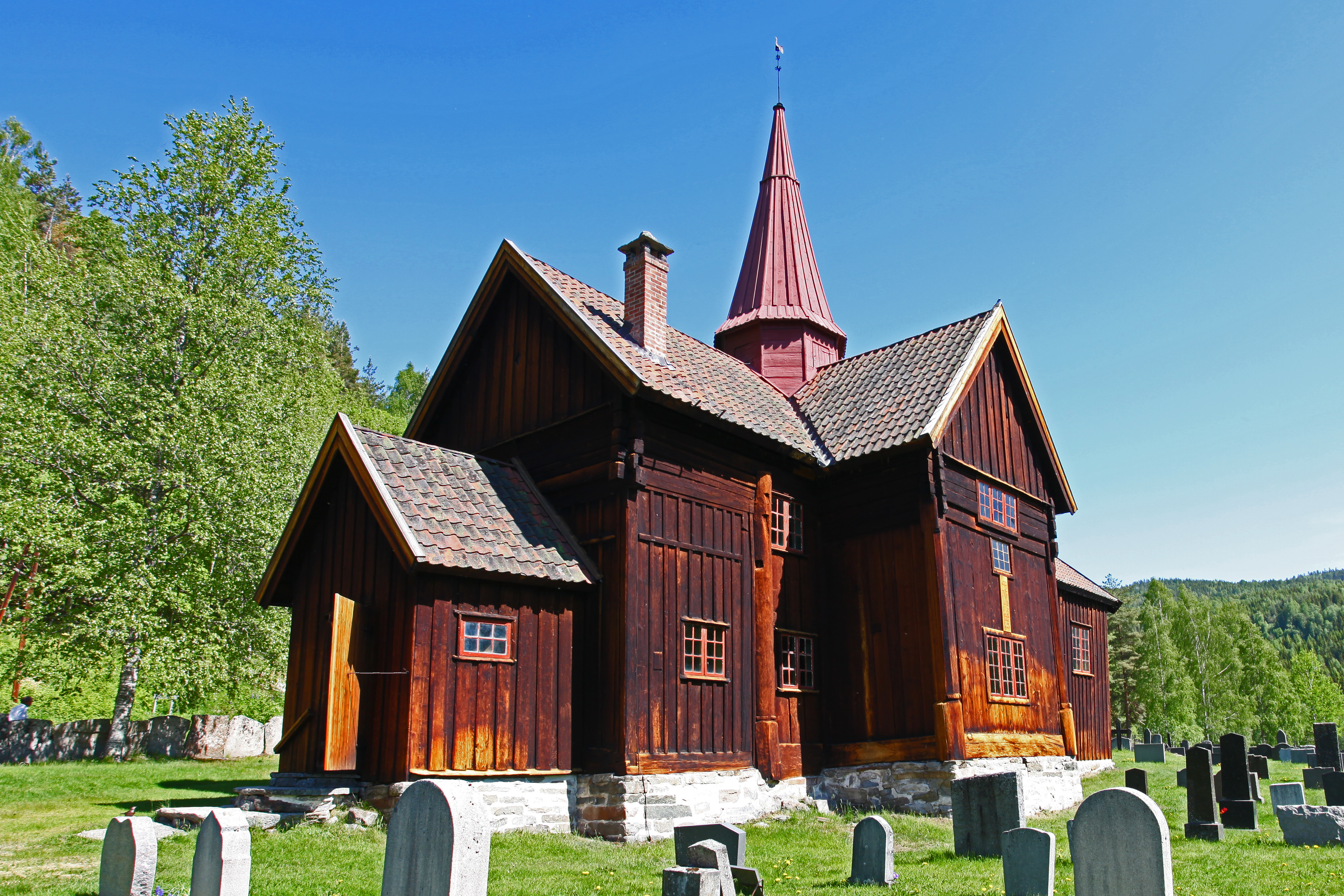
Ander aanzicht in 2009
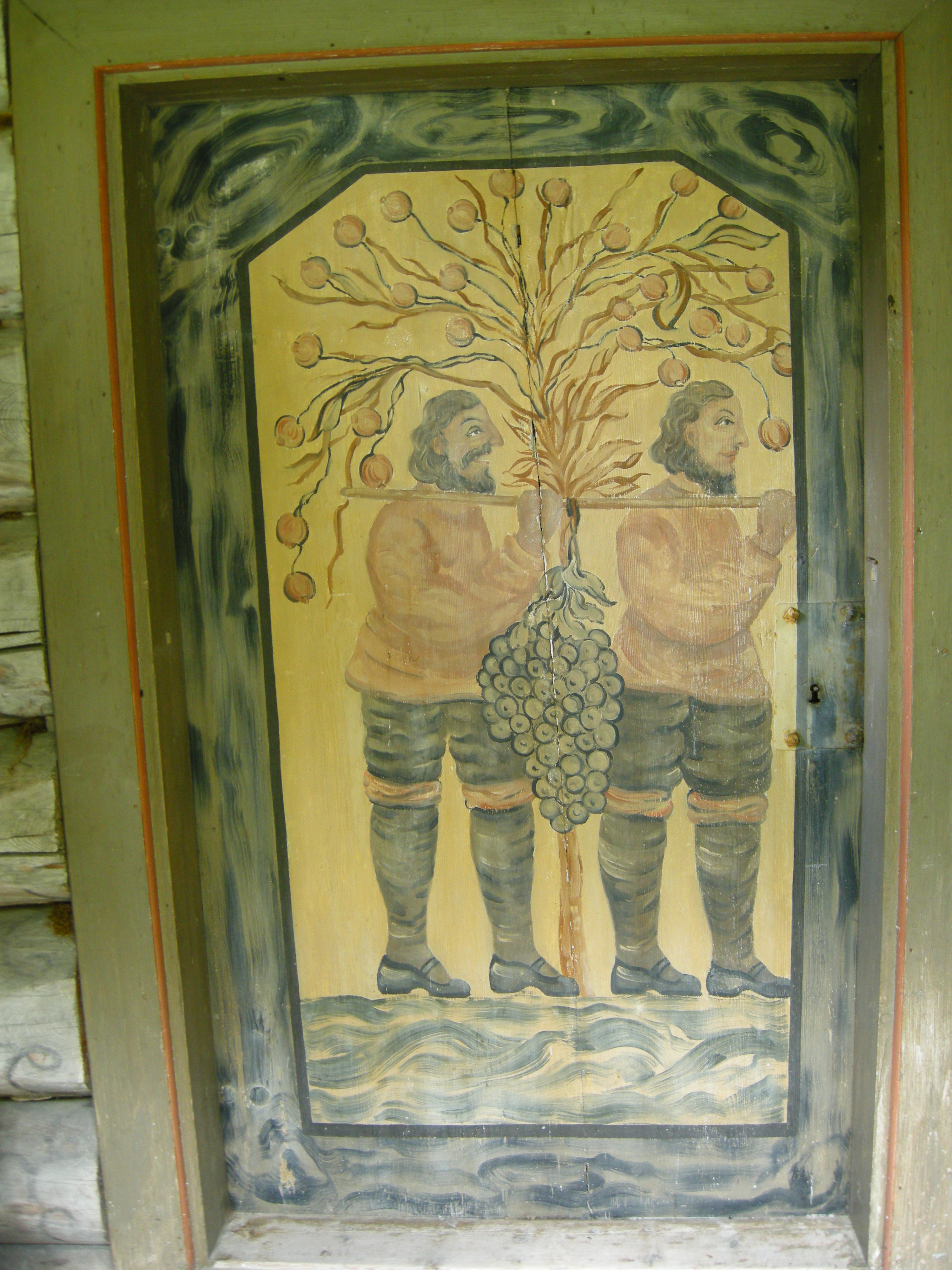
Deur in de kerk